# LMBT-szervezetek listája
Az alábbi lista az LMBT (meleg, leszbikus, biszexuális és transznemű) emberek érdekvédelmével foglalkozó civilszervezeteket tartalmazza. A külföldi szervezetek esetében a fontosabbak vannak kiemelve.

## Nemzetközi szervezetek
- ARC International
- Global Action for Trans* Equality (GATE)
- International Lesbian, Gay, Bisexual, Trans and Intersex Association (ILGA)
- International Lesbian, Gay, Bisexual, Transgender and Queer Youth and Student Organisation (IGLYO)
- InterPride
- Meleg Eszperantisták Ligája
- OutRight Action International (korábban: International Gay and Lesbian Human Rights Commission (IGLHRC))
- Organisation Intersex International (OII)

## Európai szervezetek
- European Forum of LGBT Christian Groups
- European Gay and Lesbian Sport Federation (EGLSF)
- European Pride Organisers Association (EPOA)
- ILGA-Europe
- Network of European LGBTIQ* Families Associations (NELFA)
- OII Europe
- Transgender Europe (TGEU)

## Külföldi szervezetek
- Daughters of Bilitis
- Gay-Straight Alliance
- GLAAD
- Human Rights Campaign
- Lambda Legal
- Mattachine Society
- National LGBTQ Task Force
- OutRAGE!
- PFLAG